# Le Problème à trois corps
Pour les articles homonymes, voir Le problème à trois corps (homonymie).
Pour le problème d'astronomie, consultez l'article problème à N corps
Le Problème à trois corps (titre original : chinois simplifié : 三体 ; chinois traditionnel : 三體 ; pinyin : sān tǐ ; API : /sán tʰì/) est un roman de science-fiction de l'écrivain chinois Liu Cixin. C'est le premier tome de la trilogie du Problème à trois corps, qui se poursuit avec La Forêt sombre et La Mort immortelle. Le titre fait référence au problème à N corps en mécanique orbitale. La traduction française de l'ouvrage à partir du chinois, par Gwennaël Gaffric, parait en 2016 aux éditions Actes Sud.
Paru en épisodes dans le magazine Kehuan shijie en 2006, ce roman est publié intégralement en 2008 et devient l'un des romans de science-fiction les plus populaires en Chine,. Il est adapté en série télévisée pour le public chinois par Tencent Video (Le Problème à trois corps), puis, pour le public international, par Netflix en 2024 (Le Problème à trois corps).

## Résumé

### Partie 1:Un printemps silencieux
Chine, 1967. Alors que la Révolution culturelle fait rage, le professeur de physique Ye Zhetai, accusé d'avoir enseigné les théories « réactionnaires » de la relativité générale, de la physique quantique et du Big Bang, est mis à mort par des Gardes rouges sous les yeux de sa fille, la jeune astrophysicienne Ye Wenjie. Deux ans plus tard, alors qu'elle travaille en tant que bûcheronne au sein du corps de production et de construction de la Mongolie-Intérieure, elle est épinglée pour avoir lu un livre interdit, l'ouvrage écologiste américain Printemps silencieux. Elle échappe à l'incarcération grâce à l'intervention de Yang Weining, ingénieur en chef de la base confidentielle de Côte Rouge, et de Lei Zhicheng, commissaire politique de la base, qui la recrutent pour intégrer un mystérieux projet radioastronomique.
Pékin, 2007. Le chercheur en nanotechnologies Wang Miao est chargé par les autorités militaires de s'infiltrer dans la Société des Frontières de la Science : une vague de suicides semble en effet toucher les scientifiques entrés en contact avec ce groupe de réflexion. Ding Yi, compagnon de la physicienne Yang Dong, qui a mis fin à ses jours, explique le geste de celle-ci par le fait que les particules dans les accélérateurs de particules semblent avoir soudain cessé d'obéir au modèle standard. Yang Dong en tire la conclusion que « la physique n'existe pas ». Le lendemain, Wang Miao, qui pratique la photographie argentique durant son temps libre, voit apparaître sur ses photographies un compte à rebours en heures-minutes-secondes. S'étant rendu au domicile de Shen Yufei, une connaissance de la Société des Frontières de la Science qu'il estime seule apte à comprendre son problème, il a la surprise de l'entendre répondre que le compte à rebours cessera s'il interrompt ses recherches sur les nanomatériaux. C'est ce qu'il fait le jour suivant, après avoir découvert que le compte à rebours apparaît maintenant directement sur sa rétine. Lorsqu'il disparaît, Wang Miao demande des explications à Shen Yufei : devant sa volonté de reprendre prochainement ses recherches, celle-ci lui affirme que le compte à rebours recommencera, et qu'il pourra le constater dans trois jours, lorsque le fond diffus cosmologique se mettra à clignoter pour prouver ses dires.
Perturbé, Wang Miao s'évade en se connectant au jeu des Trois Corps, auquel il a aperçu Shen Yufei jouer lors de sa visite à son domicile. Le jeu se déroule dans un monde peuplé de personnages historiques vivant dans l'alternance d'ères chaotiques, où le soleil se lève et se couche de façon apparemment aléatoire, et d'ères régulières, où le soleil se lève et se couche à heures fixes. Le but du jeu est de comprendre les mécanismes qui régissent ce monde pour prédire les ères régulières, propices au développement de la civilisation, et les ères chaotiques, où les habitants, par un processus dit de « déshydratation », se changent en rouleaux secs entreposés dans des silos. Un personnage du jeu se présentant comme le roi Wen des Zhou propose un système de prédiction fondé sur les hexagrammes du Yi Jing, mais échoue à prédire une période de grand froid qui anéantit la civilisation. De retour dans le monde réel, après avoir rendu visite à la chaleureuse astrophysicienne retraitée Ye Wenjie, mère de Yang Dong, Wang Miao se rend à un observatoire astronomique de la banlieue de Pékin pour observer le fond diffus cosmologique. Le clignotement annoncé par Shen Yufei — qui reproduit le compte à rebours en morse — est bien visible à l'heure dite.
Médusé, errant sans but dans les rues, il est récupéré par le commissaire Shi Qiang, qui enquête lui aussi sur la vague de suicides et la Société des Frontières de la Science. Shi Qiang l'invite au restaurant et lui expose sa théorie sur ces événements : une puissance non identifiée chercherait à freiner les avancées de la science en semant le trouble dans l'esprit des chercheurs. Sur les conseils du commissaire, Wang Miao se reconnecte cette nuit-là au jeu des Trois Corps et assiste à la tentative de prédiction infructueuse de Mozi, qui périt sous les flammes d'un immense soleil que son modèle d'univers fondé sur des sphères emboîtées n'avait pas prévu. Le lendemain, il rend visite à Ye Wenjie, qui lui raconte son passé de membre du projet Côte Rouge. Il s'agissait d'un programme de recherche d'intelligence extraterrestre, analogue au SETI américain, consistant à envoyer vers l'espace des messages à d'hypothétiques civilisations. L'astrophysicienne explique que l'échec du programme a conduit à la fermeture du site dans les années 1980 et à son retour à la vie universitaire avec sa fille Yang Dong, née au sein de la base de son mariage avec Yang Weining – ce dernier étant mort avec Lei Zhicheng d'un accident de travail avant la naissance de son enfant.
Wang Miao se connecte une troisième fois au jeu des Trois Corps et, sous l'identifiant « Copernic », propose sa vision de l'univers du jeu à la civilisation médiévale dans laquelle il apparaît : la planète sur laquelle celui-ci se déroule tourne autour, non pas d'un, mais de trois soleils, dont les mouvements imprévisibles régissent l'alternance des ères chaotiques et des ères régulières. Condamné au bûcher par son auditoire incrédule, il est sauvé par l'apparition dans le ciel des trois soleils annoncés, qui, même s'ils détruisent une nouvelle fois la civilisation, donnent raison à sa théorie. À sa déconnexion du jeu, Wang Miao est contacté par Shi Qiang : le mathématicien Wei Cheng, époux de Shen Yufei, a été menacé de mort en raison des recherches qu'il mène sur le problème à trois corps. Se rendant à son domicile pour éclaircir l'affaire, le groupe retrouve Shen Yufei assassinée. Les soupçons se portent sur l'écologiste Pan Han, un membre de la Société des Frontières de la Science avec lequel Shen Yufei s'est violemment disputée la veille.
À sa quatrième connexion au jeu des Trois Corps, Wang Miao (alias « Copernic ») assiste aux efforts de Newton et de von Neumann pour créer un gigantesque ordinateur humain composé de trente millions de soldats de l'empereur Qin Shi Huang afin de résoudre les équations différentielles régissant le mouvement des trois soleils, sans succès : la civilisation est détruite par une syzygie trisolaire. Lorsqu'il se déconnecte, Wang Miao est contacté par un administrateur du jeu qui lui propose de participer à une réunion de joueurs le lendemain soir. Lorsqu'il s'y rend, il découvre que la réunion est présidée par Pan Han, le suspect du meurtre de Shen Yufei. Celui-ci révèle aux sept personnes présentes que le monde des Trois Corps, appelé « Trisolaris », existe réellement, et leur demande leur opinion sur l'éventuelle venue sur Terre de ses habitants, les Trisolariens. Les joueurs affirmant qu'ils considéreraient cela comme un événement bénéfique, dont Wang Miao, sont félicités par Pan Han qui leur annonce qu'ils sont maintenant camarades. Peu après, Wang Miao qui se connecte au jeu pour la cinquième fois, apprend que les Trisolariens ont définitivement prouvé que le problème à trois corps n'a pas de solution : leur seul espoir résidant désormais dans la fuite de leur planète vers un monde meilleur. À sa sixième connexion, Wang Miao assiste au départ de la flotte spatiale trisolarienne vers un système planétaire situé à quatre années-lumière de Trisolaris : lui est alors communiqué un message l'invitant à participer à une « assemblée de l'Organisation Terre-Trisolaris ».

### Partie 2:Le Crépuscule des hommes
À l'assemblée de l'Organisation Terre-Trisolaris (OTT), qui regroupe près de trois cents personnes, Wang Miao retrouve Pan Han et, de manière plus surprenante, Ye Wenjie, qui exerce la fonction de « Guide » de l'OTT. L'astrophysicienne accuse Pan Han et son sous-groupe, dit des « adventistes », de vouloir détruire l'espèce humaine et non la réformer positivement avec l'aide des « dieux », d'avoir trahi l'OTT en monopolisant la communication avec ces derniers et d'avoir assassiné Shen Yufei, qui s'opposait à leurs desseins. Incapable de répliquer, Pan Han est exécuté. Remarquant Wang Miao dans l'assemblée, Ye Wenjie se met à lui raconter sa véritable histoire à Côte Rouge.
Au sein de la base, son but était d'étudier l'influence de l'activité solaire sur les installations, afin de minimiser les perturbations occasionnées par les éruptions solaires. En 1971, elle croit faire une découverte majeure : le soleil se comporterait comme un gigantesque amplificateur d'ondes radio. Pour éprouver son hypothèse, elle envoie vers le soleil un signal radio (contenant, entre autres, le message standardisé destiné aux extraterrestres), puis demande à la station radio de la base de guetter un éventuel écho de ce signal, sans succès. La surveillance a-t-elle dysfonctionné ? Toujours est-il que huit ans plus tard, Ye Wenjie reçoit bien une réponse extraterrestre : un Trisolarien pacifiste qui a reçu son message l'exhorte à ne pas répondre, faute de quoi la position de la Terre sera calculable et les Trisolariens pourront l'envahir. Suit un descriptif détaillé de Trisolaris, dont le système à trois soleils n'est autre qu'Alpha du Centaure. N'ayant plus foi en l'humanité après ce qu'elle a vécu durant la Révolution culturelle, Ye Wenjie renvoie un message invitant les Trisolariens à venir : la civilisation terrienne, incapable de résoudre ses propres problèmes, a besoin de leur intervention.
Alors que la vieille astrophysicienne achève son récit, la cafétéria désaffectée où se tient l'assemblée est investie par une troupe de soldats menés par Shi Qiang, ce qui conduit à un affrontement à l'issue duquel sont arrêtés les participants à l'événement, dont Ye Wenjie. Celle-ci est présentée à un enquêteur, dans un premier temps pour une affaire sans rapport avec l'OTT : la mort de Yang Weining et de Lei Zhicheng en 1979. Ye Wenjie admet avoir saboté les installations pour provoquer l'« accident » qui a tué les deux hommes : son époux n'était qu'une victime collatérale, car elle visait initialement Lei Zhicheng, qui avait lui aussi intercepté la réponse trisolarienne et avait intimé le silence à l'astrophysicienne pour s'attribuer la découverte de la première intelligence extraterrestre.
Deux ans après l'assassinat, ayant été réhabilitée ainsi que son père par les autorités post-maoïstes, Ye Wenjie reprend son activité de professeur d'astrophysique. Sa route croise celle du biologiste antispéciste Mike Evans, qui passe ses journées à planter des arbres pour protéger une espèce rare de pétrel. Quand, trois ans plus tard, il sombre dans le désespoir après le déboisement de sa forêt par les locaux et les autorités, Ye Wenjie lui révèle l'existence des Trisolariens. Avec l'important héritage reçu de son père, un magnat du pétrole récemment décédé, Mike Evans construit alors sur un ancien pétrolier, le Jugement dernier, la base radioastronomique de Côte Rouge 2, et reprend la communication avec les extraterrestres, qui l'informent de leur arrivée dans quatre siècles et demi. Pour préparer la Terre à leur venue, il fonde l'Organisation Terre-Trisolaris, dont Ye Wenjie joue le rôle de guide. Dans les décennies suivantes, l'OTT se développe à travers le monde, travaillant à jeter le discrédit sur la recherche scientifique et à attirer de nouvelles recrues par le biais du jeu des Trois Corps. Trois tendances émergent du mouvement : les « adventistes », qui, bien qu'ils s'en défendent auprès du reste de l'Organisation, désirent purement et simplement la destruction de l'humanité ; les « rédemptoristes », qui vénèrent les Trisolariens comme des dieux ; et les « survivalistes », qui espèrent assurer l'avenir de leurs descendants en collaborant dès à présent avec les futurs envahisseurs.
S'ensuit un nouvel interrogatoire de Ye Wenjie. L'ex-guide de l'OTT explique que les rédemptoristes n'ont jamais attaqué les adventistes car ceux-ci conservent l'intégralité des messages trisolariens sur un ordinateur du Jugement dernier. Quatre jours plus tard, conformément au plan élaboré par Shi Qiang et Wang Miao, le navire, avec ses occupants, est découpé en tranches à l'aide de nanofilaments alors qu'il traverse le canal de Panama. Les messages recueillis révèlent le caractère totalitaire de la société trisolarienne et la manière dont ses scientifiques ont produit les faits apparemment surnaturels dont ont été victimes les scientifiques comme Yang Dong et Wang Miao : en jouant sur les onze dimensions spatio-temporelles et l'intrication quantique, ils ont envoyé sur Terre deux « intellectrons », des protons pouvant, sur leurs ordres, transmettre en direct les communications entre eux et les adventistes, et produire des phénomènes considérés comme chaotiques par les humains. Ceci inclut notamment le dysfonctionnement des accélérateurs de particules, et donc le verrouillage du progrès scientifique (qui dépend des résultats obtenus dans ces accélérateurs) : l'invasion des Trisolariens est donc inévitable. Désemparés par cette nouvelle, Ding Yi et Wang Miao sombrent dans l'alcool, jusqu'à ce que Shi Qiang les emmène dans sa région natale du Hebei, victime d'une invasion de locustes. La différence technologique entre ces insectes et l'être humain est bien supérieure à celle qui sépare ce dernier des Trisolariens, argue le commissaire : pourtant, malgré tous leurs efforts, les êtres humains n'ont pas encore réussi à éradiquer cette « vermine »… Revigorés, Wang Miao et Ding Yi décident de reprendre leurs travaux.
Pendant ce temps, Ye Wenjie gravit le pic du Radar, au sommet duquel s'élevait autrefois la base de Côte Rouge. Épuisée, elle y contemple son ultime coucher de soleil, qu'elle qualifie dans son dernier souffle de « crépuscule des hommes ».

## Principaux personnages

### La famille Ye
- Ye Zhetai (chinois simplifié : 叶哲泰 ; EFEO : Ye Tchö-t'ai) – Physicien et professeur à l'université Tsinghua. Accusé d'adhérer à des théories réactionnaires et soumis à des interrogatoires par des gardes rouges, il est tué en 1967 lors d'une séance d'autocritique.
- Shao Lin (绍琳, Chao Lin) – Physicienne, épouse de Ye Zhetai. Opportuniste, elle renie les thèses « réactionnaires » défendues par son mari durant la révolution culturelle, ce qui lui vaut la vie sauve. Elle se remarie plus tard avec un haut fonctionnaire de l'administration post-maoïste.
- Ye Wenjie (叶文洁, Ye Wen-tsie) – Astrophysicienne née en 1947, fille de Ye Zhetai et première personne à établir le contact avec les Trisolariens.
- Ye Wenxue (叶文雪, Ye Wen-siue) – jeune sœur de Ye Wenjie, étudiante au lycée Tsinghua et garde rouge zélée, tuée durant un affrontement entre factions.

### La base de Côte Rouge (1969-1982)
- Lei Zhicheng (雷志成, Lei Tche-tch'eng) – Commissaire politique à la base de Côte Rouge, il recrute Ye Wenjie. Lorsque celle-ci reçoit le premier message trisolarien en 1979, il tente d'accaparer cette découverte, ce qui conduit Ye Wenjie à le tuer.
- Yang Weining (杨卫宁, Yang Wei-ning) – Ingénieur en chef à la base de Côte Rouge, ancien étudiant de Ye Zhetai, ami puis mari de Ye Wenjie. Il meurt en 1979, victime collatérale de l'assassinat de Lei Zhicheng.

### Le présent (2007)

#### Scientifiques
- Wang Miao (汪淼, Wang Miao) – Chercheur en nanomatériaux, recruté par l'armée pour infiltrer la Société des frontières de la science.
- Yang Dong (杨冬, Yang Tong) – Physicienne étudiant la théorie des cordes, fille de Ye Wenjie et de Yang Weining, née à Côte Rouge en 1980. Elle finit par se suicider.
- Ding Yi (丁仪, Ting Yi) – Spécialiste en physique théorique, compagnon de Yang Dong.
- Sha Ruishan (沙瑞山, Cha Jouei-chan) – Astronome, ancien étudiant de Ye Wenjie.

#### Forces armées
- Shi Qiang (史强, Che Ts'iang) – Commissaire de police, chargé avec Wang Miao de surveiller les activités de la Société des Frontières de la Science.
- Chang Weisi (常伟思, Tch'ang Wei-sseu) – Général de l'Armée populaire de libération. Il confie leur mission à Wang Miao et Shi Qiang, puis préside la réunion durant laquelle est mis au point le plan de récupération des messages trisolariens.
- Colonel Stanton (斯坦顿) – Officier du corps des Marines, commandant l'opération de récupération des messages trisolariens.

#### Société des Frontières de la Science et Organisation Terre-Trisolaris
- Shen Yufei (申玉菲, Chen Yu-fei) – Physicienne sino-japonaise et membre de la Société des frontières de la science.
- Wei Cheng (魏成, Wei Tch'eng) – Mathématicien prodige vivant reclus, époux de Shen Yufei.
- Pan Han (潘寒, P'an Han) – Biologiste et écologiste très présent dans les médias, ami de Shen Yufei et de Wei Cheng, et membre de la Société des frontières de la science.
- Mike Evans (麦克·伊文斯) – Fils d'un magnat du pétrole et antispéciste radicalisé.

#### Personnages du jeu desTrois Corps
- Roi Wen des Zhou (周文王, roi Wen des Tcheou) – Dans la première civilisation rencontrée par Wang Miao, il propose un système de prédiction des ères régulières et chaotiques fondé sur les hexagrammes du Yi Jing, mais est mis à mort par ébouillantage par le roi Zhou des Shang pour n'avoir pas prédit la période glaciale qui met fin à la civilisation.
- Roi Zhou des Shang (商纣王, roi Tcheou des Chang) – Dirigeant de la première civilisation, il vit dans une chambre souterraine, ce qui lui permet de survivre aux ères chaotiques sans avoir besoin de se déshydrater.
- Fuxi (伏羲, Fou Si) – Il a proposé au roi Zhou des Shang d'ériger de gigantesques pendules pour contrôler le soleil. Devant l'échec de cette tentative, il est condamné à l'ébouillantage par le souverain.
- Mozi (墨子, Mö Tseu) – Dans la deuxième civilisation rencontrée par Wang Miao, il tente de modéliser la structure de l'univers du jeu par un système de sphères emboîtées. Il meurt brûlé par un gigantesque soleil non prédit par son modèle.
- Confucius (孔子) – Mentionné par Mozi comme ayant essayé par le passé d'influer sur les mouvements du soleil par des rites, sans succès.
- Pape Grégoire – Dirigeant de la troisième civilisation rencontrée par Wang Miao. Il condamne celui-ci au bûcher lorsqu'il expose, sous le pseudonyme de Copernic, sa théorie des trois soleils.
- Galilée – Savant disant privilégier la raison et l'expérience dans sa démarche, ce qui ne l'empêche pas de se réjouir de la condamnation au bûcher de Wang Miao/Copernic, qualifiant sa théorie de « mystique ».
- Aristote – Objecteur de la théorie de Wang Miao/Copernic, il met le feu à son bûcher.
- Léonard de Vinci – Soutien de Wang Miao/Copernic, il rappelle qu'une civilisation a jadis vu deux soleils avant de disparaître, ce qui prouve qu'il n'y en a pas qu'un seul.
- Giordano Bruno – Victime précédente du bûcher. Son corps calciné en est retiré pour faire place à Wang Miao/Copernic.
- Qin Shi Huang (秦始皇, Ts'in Che Houang) – Dirigeant de la quatrième civilisation rencontrée par Wang Miao.
- Isaac Newton – Découvreur des équations différentielles régissant le mouvement des corps célestes, il s'enfuit discrètement lorsqu'il apprend que ses équations n'ont pas eu le résultat escompté.
- John von Neumann – Tente de créer un ordinateur humain composé des millions de soldats de l'empereur Qin Shi Huang afin de résoudre les équations différentielles mises au point par Newton. Son ordinateur échoue dans ses calculs.
- Gottfried Wilhelm Leibniz – Se bat en duel avec Newton (et est mis en fuite par celui-ci) pour avoir revendiqué la parenté du calcul infinitésimal.
- César – Rival occidental de Qin Shi Huang.
- Johannes Kepler – Mentionné comme ayant prédit avec William Herschel la syzygie trisolaire qui détruit la civilisation, contrairement à Newton et von Neumann.
- Albert Einstein – Mendiant violoniste rencontré par Wang Miao à sa cinquième connexion au jeu. Il vit dans le dénuement depuis que sa théorie de la relativité générale a échoué à modéliser les mouvements des trois soleils.

## Hommages
La prise de conscience progressive des personnages se fait par quelques personnages évoqués et par la lecture de quelques récits occidentaux : 
- Norman Bethune
- Bill Matthews
- Printemps silencieux (1962, Rachel Carson)
- La Libération animale (1975, Peter Singer)

## Adaptations
Une adaptation cinématographique par Youzu Pictures est initialement prévue pour une sortie en juillet 2016 sous le même titre. Le tournage se termine en juillet 2015, mais la sortie est repoussée à une date indéterminée afin de parfaire les effets spéciaux, qui ne sont pas jugés à la hauteur des standards du marché.
Une adaptation en série d'animation chinoise de 15 épisodes, produite par Bilibili, sort sur plusieurs plateformes du 10 décembre 2022 au 25 mars 2023.
Une adaptation en série télévisée chinoise de 30 épisodes produite par Tencent Video sort le 16 janvier 2023.
Une adaptation en série télévisée pour le public international est également initialement envisagée par Amazon qui compte investir 1 milliard de dollars dans la réalisation de trois saisons. Le projet revient finalement à Netflix et implique les producteurs de Game of Thrones, David Benioff et D.B. Weiss. Le Problème à trois corps sort en mars 2024.

## Récompenses
En 2006, le roman obtient le prix chinois de science-fiction Galaxy Award (chinois : 银河奖, pinyin : yín hé jiǎng), le plus prestigieux prix de science-fiction en Chine, créé en 1986.
La traduction anglaise du roman par Ken Liu est publiée par Tor Books le 11 novembre 2014 et obtient le prix Hugo du meilleur roman 2015. En 2017, il obtient la mention du meilleur roman étranger à la fois par le prix Kurd-Laßwitz en Allemagne et par le prix Ignotus en Espagne.
En France, il est sélectionné pour le grand prix de l'Imaginaire 2017, mais n'est pas lauréat.

## Éditions
- 三体, Chongqing Press,‎ 1er janvier 2008, 302 p. (ISBN 978-7-5366-9293-0)

- Le Problème à trois corps (trad. du chinois par Gwennaël Gaffric), Actes Sud, coll. « Exofictions », 5 octobre 2016, 432 p. (ISBN 978-2-33-007074-8)

- Le Problème à trois corps (trad. du chinois par Gwennaël Gaffric), Actes Sud, coll. « Babel » (no 1579), 3 octobre 2018, 500 p. (ISBN 978-2-330-11355-1)